# Mareuil-en-Brie
Mareuil-en-Brie település Franciaországban, Marne megyében. Lakosainak száma 289 fő (2022. január 1.). Mareuil-en-Brie Le Baizil, Corribert, Igny-Comblizy és Suizy-le-Franc községekkel határos.

## Népesség
A település népességének változása:
| Lakosok száma | 220  | 186  | 215  | 247  | 258  | 265  | 275  | 284  | 286  | 289  |
|               | 1968 | 1982 | 1990 | 2006 | 2013 | 2015 | 2017 | 2019 | 2020 | 2022 |